# East Thurrock United FC
East Thurrock United FC (celým názvem: East Thurrock United Football Club) je anglický fotbalový klub, který sídlí ve městě Corringham v nemetropolitním hrabství Essex. Založen byl v roce 1969. Od sezóny 2016/17 hraje v National League South (6. nejvyšší soutěž). Klubové barvy jsou zlatá a černá.
Své domácí zápasy odehrává na stadionu Rookery Hill s kapacitou 3 500 diváků.

## Úspěchy v domácích pohárech
Zdroj: 
- FA Cup
  - 1. kolo: 2011/12, 2014/15
- FA Trophy
  - 3. kolo: 2017/18
- FA Vase
  - 5. kolo: 1988/89

## Umístění v jednotlivých sezonách
Stručný přehled
Zdroj: 
- 1972–1973: Metropolitan-London League (Division Two)
- 1978–1979: London Spartan League (Premier Division)
- 1979–1992: Essex Senior League
- 1992–2000: Isthmian League (Third Division)
- 2000–2002: Isthmian League (Second Division)
- 2002–2004: Isthmian League (Division One North)
- 2004–2005: Southern Football League (Eastern Division)
- 2005–2008: Isthmian League (Premier Division)
- 2008–2011: Isthmian League (Division One North)
- 2011–2016: Isthmian League (Premier Division)
- 2016–2019: National League South
- 2019–2022: Isthmian League (Premier Division)

Jednotlivé ročníky
Zdroj: 
Legenda: Z – zápasy, V – výhry, R – remízy, P – porážky, VG – vstřelené góly, OG – obdržené góly, +/− – rozdíl skóre, B – body, červené podbarvení – sestup, zelené podbarvení – postup, fialové podbarvení – reorganizace, změna skupiny či soutěže
| Sezóny  | Liga                                 | Úroveň | Z  | V  | R  | P  | VG  | OG | +/− | B  | Pozice |
| ------- | ------------------------------------ | ------ | -- | -- | -- | -- | --- | -- | --- | -- | ------ |
| 2009/10 | Isthmian League (Division One North) | 8      | 42 | 23 | 8  | 11 | 102 | 59 | +43 | 77 | 5.     |
| 2010/11 | Isthmian League (Division One North) | 8      | 40 | 30 | 5  | 5  | 92  | 38 | +54 | 95 | 1.     |
| 2011/12 | Isthmian League (Premier Division)   | 7      | 42 | 18 | 8  | 16 | 70  | 65 | +5  | 62 | 10.    |
| 2012/13 | Isthmian League (Premier Division)   | 7      | 42 | 18 | 16 | 8  | 65  | 45 | +20 | 70 | 5.     |
| 2013/14 | Isthmian League (Premier Division)   | 7      | 46 | 13 | 10 | 23 | 66  | 84 | -18 | 49 | 20.    |
| 2014/15 | Isthmian League (Premier Division)   | 7      | 46 | 17 | 15 | 14 | 66  | 71 | -5  | 66 | 13.    |
| 2015/16 | Isthmian League (Premier Division)   | 7      | 46 | 26 | 13 | 7  | 107 | 53 | +54 | 91 | 3.     |
| 2016/17 | National League South                | 6      | 42 | 14 | 14 | 14 | 73  | 65 | +8  | 56 | 13.    |
| 2017/18 | National League South                | 6      | 42 | 13 | 11 | 18 | 68  | 84 | -16 | 50 | 15.    |
| 2018/19 | National League South                | 6      | 42 | 10 | 7  | 25 | 42  | 63 | -21 | 37 | 21.    |
| 2019/20 | Isthmian League (Premier Division)   | 7      | 30 | 14 | 4  | 12 | 47  | 40 | +7  | 46 | 11.    |
| 2020/21 | Isthmian League (Premier Division)   | 7      | 9  | 1  | 2  | 6  | 10  | 21 | -11 | 5  | 21.    |
| 2021/22 | Isthmian League (Premier Division)   | 7      | 42 | 9  | 8  | 25 | 44  | 98 | -54 | 35 | 21.    |